# American Composers Orchestra
L'American Composers Orchestra (ACO) est un orchestre symphonique résident à New York aux États-Unis. C'est le seul orchestre américain entièrement consacré à la création, préservation, promotion, et exécution de la musique classique américaine.

## Historique
La formation a été créée en 1975 sous l'impulsion commune de Francis Thorne et Dennis Russell Davies ainsi que Paul Lustig Dunkel et Nicolas Roussakis. Le premier concert de l'ACO eut lieu le 7 février 1977 à l'Alice Tully Hall du Lincoln Center. L'ACO se produit depuis 1977 chaque année dans une série de concerts donnés au Carnegie Hall à New York et à l'Annenberg Center de Philadelphie.
L'ACO a ainsi exécuté la musique de plus de 500 compositeurs américains et donné plus de 100 créations mondiales dont de nombreuses furent des commandes directes aux compositeurs. Parmi les plus notables peuvent être cités le Concerto pour violon et orchestre de Philip Glass composé pour le violoniste Paul Zukofsky en 1987.